# Voix du client
 (mars 2015).
Si vous disposez d'ouvrages ou d'articles de référence ou si vous connaissez des sites web de qualité traitant du thème abordé ici, merci de compléter l'article en donnant les références utiles à sa vérifiabilité et en les liant à la section « Notes et références ».
La voix du client (VOC pour Voice of the Customer en anglais), néologisme récent issu du jargon marketing, est une méthode de lean management visant à matérialiser les besoins du client dans chaque poste d'activité de l'entreprise. 
La mise en place de la méthodologie VOC peut être passive (on attend les retours naturels du client via le SAV) ou active, en organisant des réunions avec ce dernier pour identifier ses besoins profonds et assurer que la prestation ou le produit délivré génère un maximum de satisfaction.